# 西郷竹彦

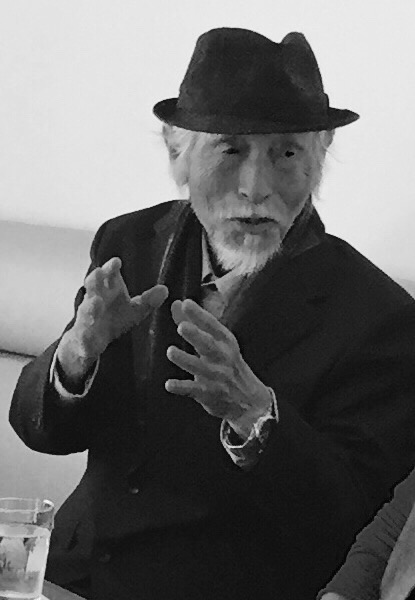
瀬戸内市牛窓にて(2016年12月)

西郷 竹彦（さいごう たけひこ、1920年3月15日 - 2017年6月12日）は、日本の文芸学者、児童文学研究者、ロシア文学翻訳家。

## 略歴
鹿児島市生まれ。幼くして両親に死なれ孤児として育つ。上京後、土方などをして苦学、東京帝国大学理学部応用物理学科に学ぶ。
第四航空師団に召集され朝鮮平壌航空隊に配属。敗戦時、ソ連の捕虜となり、のちモスクワ東洋大学日本学部講師として日本文化・文学を教え、1949年帰国。
ロシア児童文学の翻訳を多数行い、のち文学教育を中心として多数の翻訳、創作、論考、著書を著した。文芸教育研究協議会（文芸研）の理論的支柱であった。

## 著書
- 『子どもの本 その選び方・与え方』（実業之日本社、育児教育シリーズ）1964
- 『文学教育入門 関係認識・変革の文学教育』（明治図書出版） 1965
- 『関係認識・変革の教育』（明治図書出版） 1966
- 『教師のための文芸学入門』（明治図書出版、明治図書新書）1968
- 『お話と絵本の相談室 幼児の文学教育』（明治図書出版） 1968
- 『兵六ものがたり』（ポプラ社、むかしむかし絵本）1970
- 『文学のなかの教師像』（明治図書出版） 1970
- 『虚構としての文学 文学教育の基本的課題』（国土社、国土新書）1971
- 『文学のなかの母と子』（明治図書出版、シリーズ・現代家庭教育新書）1971
- 「西郷竹彦文芸教育著作集」全20巻（明治図書出版） 1975 - 1981
  1. 『文芸教育論』
  2. 『文芸学入門』
  3. 『文芸の授業入門』
  4. 『文芸と言語・文法教育』
  5. 『美の理論・美の教育』
  6. 『美と真実の教育』
  7. 『幼児の文芸教育』
  8. 『文芸の読書指導』
  9. 『虚構の作文指導』
  10. 『古典文芸の世界』
  11. 『民話の世界・民話の理論』
  12. 『詩の世界・詩の理論』
  13. 『詩の授業』
  14. 『文芸の授業』
  15. 『文芸と教育』
  16. 『文芸の世界 (対談集)』
  17. 『文芸学講座Ⅰ 視点・形象・構造』
  18. 『文芸学講座Ⅱ 人物像と性格』
  19. 『文芸学講座Ⅲ 表現・文体・象徴』
  20. 『文芸学講座Ⅳ 主題・典型・虚構』
- 『せりあがる授業 文芸教育の立場から』（黎明書房） 1975
- 『詩のなかの母と子と父と』（みずうみ書房、みずうみ文庫）1975
- 『詩の教室』（部落問題研究所出版部、はぐるまシリーズ）1976
- 『しまのおばけケンムン』（あかね書房、新作絵本日本の民話）1977
- 『国語教育の全体像』（黎明書房、黎明選書）1979
- 『文芸の授業 理論と方法』（明治図書出版） 1979
- 『詩の授業 理論と方法』（明治図書出版） 1981
- 『作文の見方 子どもの認識と表現力を育てる』（明治図書出版） 1981
- 『説明文の指導 認識と表現の力を育てるために』（部落問題研究所出版部） 1981
- 「西郷竹彦文芸教育著作集」別巻 1 - 3（明治図書出版） 1982
  1. 『「国語」科教育の全体像』
  2. 『西郷文芸学の成立と展開』
  3. 『文芸教育の諸問題（年譜・索引）』
- 「西郷竹彦授業記録集」全5巻（文芸教育研究協議会、明治図書出版） 1983 - 1991
  1. 『文芸の事業』
  2. 『文芸の授業 その2』
  3. 『「気のいい火山弾」全記録』
  4. 『「注文の多い料理店」全記録』
  5. 『詩の授業』
- 『作文の指導 子どもの認識と表現力を育てる』（明治図書出版） 1983
- 『あまみのけんむん』（ほるぷ出版、幼児みんわ絵本）1986
- 『めめめんたま』（ひかりのくに、ひかりのくにお話絵本）1987
- 『西郷竹彦教科書指導ハンドブック』（明治図書出版） 1987 -
- 『作文と教育 子どもの認識と表現力を育てる』（明治図書出版） 1987
- 『法則化批判 文芸教育の立場から』正・続・続々（黎明書房） 1989
- 『文芸学辞典』（明治図書出版） 1989
- 『国語教育事典』（明治図書出版） 1989
- 『法則化国語の授業批判 1 法則化vs文芸研』（国土社） 1990
- 『名句の美学』（黎明書房） 1991
- 『ものの見方・考え方 教育的認識論入門』（明治図書出版） 1991
- 『作文表現論 作文指導のための表現論・認識論入門』（明治図書出版） 1991
- 『自然と人間 人間観・世界観を育てる教育』（明治図書出版） 1992
- 『名詩の美学』（黎明書房） 1993
- 『宮沢賢治「やまなし」の世界』（黎明書房） 1994
- 『西郷文芸学入門ハンドブック』全5巻（明治図書出版） 1995
  1. 『文芸学入門』
  2. 『教材論入門 : 文芸教材の読み方・読ませ方』
  3. 『虚構論入門 : 虚構・真実・美』
  4. 『人物論入門 : 作者・人物・読者』
  5. 『表現論入門 : 表現・文体・構造』
- 「西郷竹彦文芸・教育全集」全34巻別巻2（恒文社） 1996 - 1999
  1. 『文芸教育論』
  2. 『関係認識・変革の教育』
  3. 『国語科の全体像』
  4. 『教育的認識論』
  5. 『人間観・世界観の教育』
  6. 『美と真実の教育』
  7. 『口承文芸 - 文芸の世界1』
  8. 『童話・物語 - 文芸の世界2』
  9. 『近現代詩 - 文芸の世界3』
  10. 『俳句・短歌 - 文芸の世界4』
  11. 『古典文芸』
  12. 『文芸的人間像 : 近現代文芸』
  13. 『文芸学入門』
  14. 『視点・形象・構造 - 文芸学講座1』
  15. 『人物・話者・読者 - 文芸学講座2』
  16. 『主題・思想・典型 - 文芸学講座3』
  17. 『表現・文体・象徴 - 文芸学講座4』
  18. 『虚構・美・真実 - 文芸学講座5』
  19. 『作文と教育 - 作文の指導1』
  20. 『虚構の作文 - 作文の指導2』
  21. 『作文表現論 - 作文の指導3』
  22. 『説明文の指導』
  23. 『言語・文法の指導』
  24. 『文芸の読書指導』
  25. 『文芸の授業入門』
  26. 『文芸の授業1』
  27. 『文芸の授業2』
  28. 『宮沢賢治を授業する - 文芸の授業3』
  29. 『詩の授業1』
  30. 『詩の授業2』
  31. 『対談1 作家』
  32. 『対談2 児童文学者』
  33. 『論争』33
  34. 『宮沢賢治の世界』 34
  35. 別巻1『文芸研の歴史』（文芸教育研究協議会編）
  36. 別巻2『西郷文芸学の研究』（足立悦男著）
- 『文芸研の総合学習 <ものの見方・考え方>の関連系統指導による「教科学習の確立」と「総合学習の展開」の統一 理論編 / 実践編』（黎明書房） 2000
- 『意味を問う教育 文芸教材をゆたかに、深く読む』（明治図書出版） 2003
- 「名詩の世界 西郷文芸学入門講座」全7巻（光村図書出版） 2005
  1. 『文芸の構造 - 視点と対象・形象の相関』
  2. 『ことばの芸術 - 言語・文法をふまえて』
  3. 『題材と主題 - 詩の形・比喩の本質』
  4. 『比較[類比・対比] - 典型と比喩について』
  5. 『虚構の方法・世界 - 展開法と層序法と折衷法』
  6. 『文芸学の筋論 - 表記の表現性・形象性』
  7. 『文芸の美と真 - ファンタジー・条件・縁起』
- 『新国語教育事典』（明治図書出版） 2005
- 『詩の授業で「人間」を教える 西郷竹彦実験授業』（明治図書出版） 2006
- 『わが人生を織りなせる人々 戦後半世紀に及ぶ私の「交遊録」』（新読書社） 2008
- 『宮澤賢治『二相ゆらぎ』の世界』（黎明書房） 2009
- 『増補 宮澤賢治「やまなし」の世界』（黎明書房） 2009
- 『名句の美学』（黎明書房） 2010
- 『増補 名詩の美学』（黎明書房） 2011
- 『啄木名歌の美学』（黎明書房） 2012
- 『宮澤賢治「風の又三郎」現幻二相ゆらぎの世界』（黎明書房） 2016

### 共編著
- 「シリーズ・文学と教育」全4巻（編、明治図書出版） 1968
- 『絵本の与え方 幼児の文学教育』（編、明治図書出版、シリーズ・現代幼児教育新書）1968
- 『シリーズ・民話と教育』（編、明治図書出版） 1969
- 『文学の授業』（編、明治図書出版） 1969
- 『「冬景色」論争 垣内・芦田理論の検討』（古田拡共著、明治図書出版） 1970
- 『小学校の国語 ことばによる認識と表現の力を育てる』（編、有斐閣、授業入門） 1981
- 『西郷竹彦文芸教育著作集 別巻 2 西郷文芸学の成立と展開』（足立悦男共著、明治図書出版） 1982
- 『子どもと心を見つめる詩 詩の読み方・味わい方』（編著、黎明書房） 1996

## 翻訳
- 『勝利の誓い』（ガリーナ・ジビナ、大島鎌吉共訳、ベースボール・マガジン社、スポーツ新書） 1956
- 『ネズナイカ 16にんのこびとのぼうけん』（ニコライ・ノーソフ、宝文館、かもしか少年文庫） 1957
- 『水泳入門 技術と教習・トレーニング法』（ヴエ・ゲ・ポポフ、ベースボール・マガジン社、スポーツ新書） 1957
- 『大きな白樺』（アルチューホワ、麦書房、雨の日文庫） 1958
- 『火のおどり子』（バジョーフ、麦書房、雨の日文庫） 1958
- 『勇士アクヤルの物語』（麦書房、雨の日文庫） 1958
- 『三人の友だち』（オセーエフ、麦書房、雨の日文庫） 1958
- 『カッパのはなし』（カレル・チャペック、麦書房、雨の日文庫） 1958
- 『この世にパーレただひとり』（イシクスフォード、麦書房、雨の日文庫） 1958
- 『おとうさんのおとぎばなし』（マーミン・シビリヤーク、麦書房、雨の日文庫） 1958
- 『三にんのきょうだい / ヒョウの子とカモシカの子 / 十三にんめの子』（麦書房、雨の日文庫） 1958
- 『ロシアの民話』（宝文館、中学生世界民話全集 ロシア編） 1958
- 『はじめてのかり アリのぼうけん』（ビアンキ、麦書房、雨の日文庫） 1958
- 『うぬぼれうさぎ』（ミハルコフ、日本児童文庫刊行会、学年別・アルス日本児童文庫） 1958
- 『少年少女現代ソビエト文学選集』1、4 （宝文館） 1959
- 『子ねずみとえんぴつ』（べ・すちえーふ、麦書房、雨の日文庫） 1959
- 『三びきの子ねこ』（べ・すちえーふ、麦書房、雨の日文庫） 1959
- 『やさい』（みはるこふ、中本信幸共訳、麦書房、雨の日文庫） 1959
- 『ばかな子ねずみ』（まるしゃーく、麦書房、雨の日文庫） 1959
- 『ふしぎなもの』（イリン、麦書房、雨の日文庫） 1959
- 『ちいさいおしろ』（マルシャーク、コクロン社、たけのこぶんこ） 1960
- 『トルストイ童話集』（横田瑞穂共訳、牧書店、世界名作シリーズ） 1960
- 『ロシアむかしばなし集』（宝文館、少年少女世界むかしばなし全集） 1960
- 『イワンのばか』（トルストイ、講談社、世界名作童話全集） 1963
- 『わたしにはロシアがある ソ連戦没兵士・市民の遺書』（講談社、ミリオン・ブックス） 1963
- 『ぼくの村は戦場だった』（アリョーシ他、明治図書出版、教育問題新書）1963
- 『帰らぬわが子オレーグ』（コシェワヤ、偕成社、少年少女世界のノンフィクション） 1964
- 『オクスフォード世界の民話と伝説（ロシア編）』（チャールズ・ダウニング、講談社） 1964
- 『川のともし火』（ドゥーボフ、講談社、少年少女新世界文学全集（ソビエト現代編）） 1964
- 『ソビエト・東欧むかし話集』（偕成社、少年少女世界の民話伝説） 1964
- 『文学の教授 ソビエトの指導書』（クドリヤーシエフ編、明治図書出版） 1964
- 『空をとんだうさぎ』（ミハルコフ、偕成社、世界のどうわ） 1965
- 『フェージャかえっておいで』（リュボーフィ・ヴォロンコーワ、偕成社、世界の子どもの本） 1965
- 『ひとまねがちょう』（ステーエフ、偕成社、世界おはなし絵本） 1966
- 『ふたごのヒッピとプップ』（マルシャーク、偕成社、世界おはなし絵本） 1966
- 『パパおはなしして』（マーミン・シビリアーク、偕成社、世界の幼年どうわ） 1967
- 『七いろのはなびら』（カターエフ、偕成社、どうわ絵本） 1968
- 『月からきた小人ビビゴン』（チュコフスキー、偕成社） 1969
- 『あかぎつねものがたり』（アーキム、偕成社、どうわ絵本） 1969
- 『そらをとぶふね ロシアむかし話』（偕成社、どうわ絵本）1969
- 『ニャーンといったのはだーれ』（ステーエフ、偕成社、世界の新しい絵本） 1969
- 『人形の秘密』（オリョーシャ、講談社、世界の名作図書館） 1969